# Kabylisch

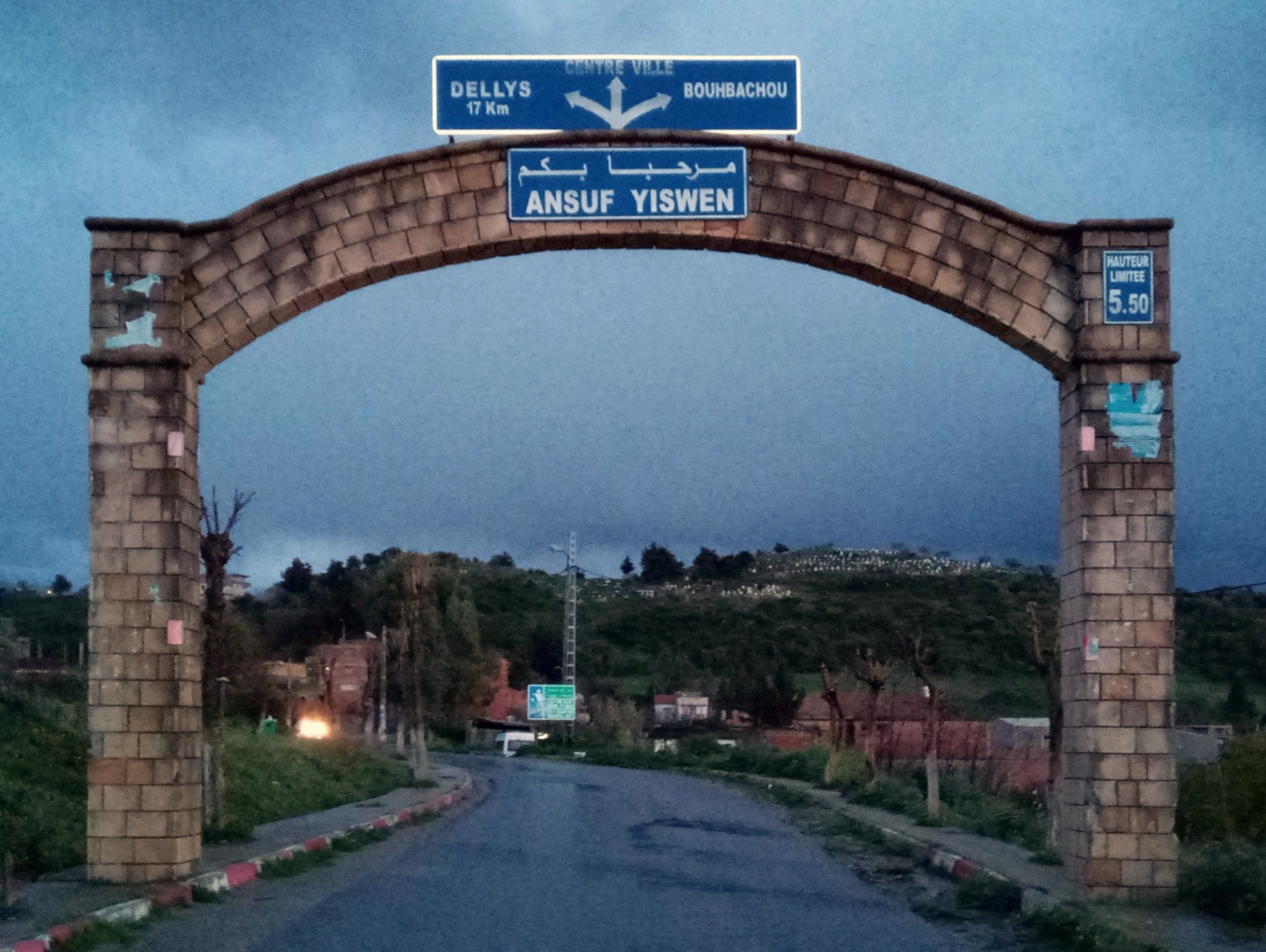
Welkomstbord in het Arabisch en het Kabylisch

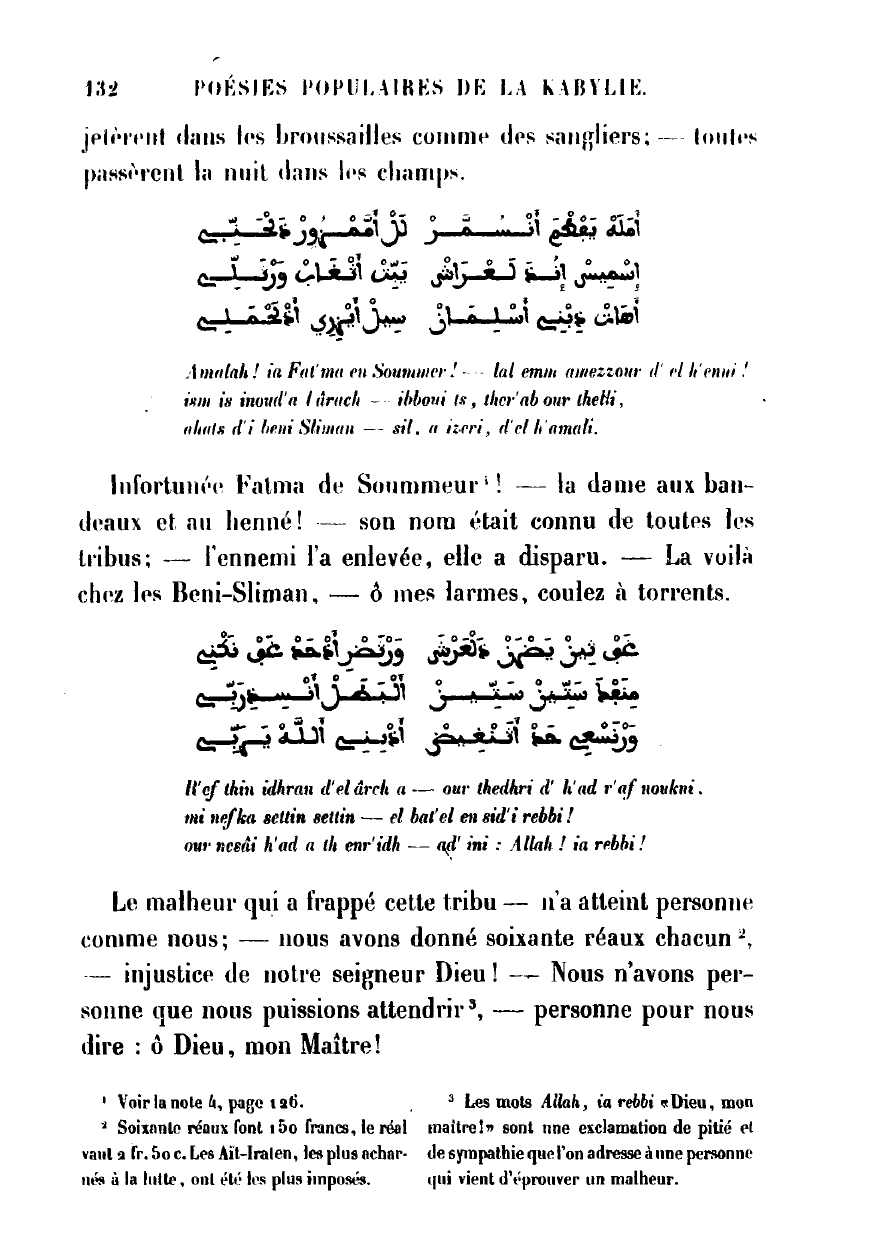
Een pagina van Adolphe Hanoteau, Poésies populaires de la Kabylie du Jurjura, Paris 1867 geschreven het het Arabisch alfabet.

Het Kabylisch (Berbers: Taqbaylit ⵜⴰⵇⴱⴰⵢⵍⵉⵜ) is een Sanhaja variant van het Berbers die gesproken wordt door Kabylen in Kabylië in het noorden van Algerije. Bovendien wordt het als immigrantentaal in voornamelijk Frankrijk, Canada en Engeland gesproken. Er zijn wereldwijd zo’n 5 miljoen sprekers.
Tot de 20e eeuw was er nauwelijks sprake van een geschreven taal. In de 21e eeuw wordt er steeds meer in het Kabylisch geschreven met het Berber Latijnse alfabet of Tifinagh.